# Eudyptes moseleyi
Eudyptes moseleyi е вид птица от семейство Пингвинови (Spheniscidae). Видът е застрашен от изчезване.

## Разпространение
Видът е разпространен в Света Елена, Възнесение, Тристан да Куня и Френски южни и антарктически територии.